# Дзини, Катя
Катя Дзини (итал. Katia Zini; род. 23 июня 1981, Ливиньо, область Ломбардия) — итальянская шорт-трекистка. Участвовала в зимних Олимпийских играх 2002, 2006 года,  2010 годах. Бронзовая призёр зимних Олимпийских играх 2006 года. Двукратная бронзовый призёр чемпионата мира по шорт-треку  Четырёхкратная чемпионка Европы. Её двоюродная сестра Мара Дзини, также знаменитая шорт-трекистка.

## Спортивная карьера
Катя Дзини начала заниматься конькобежным спортом в возрасте 9 лет, в клубе "Ghiaccio Club Livigno". В феврале 1994 года она выиграла серебряную медаль на молодёжном чемпионате Италии в многоборье, а через год в Коллальбо выиграла в абсолютном зачёте чемпионат Италии среди юниоров. В 1996 году Дзини впервые участвовала на взрослом уровне чемпионата Италии в многоборье и заняла высокое 4-е место.
В возрасте 16 лет, в 1998 году она попала в национальную сборную по шорт-треку и тренировалась в качестве военнослужащей в ледовом и армейском спортивном центре в Бормио. Уже в первом международном турнире на юниорском чемпионате мира в Сент-Луисе она выиграла серебряную медаль на дистанции 1000 метров. Осенью дебютировала на Кубке мира Монреале, где сразу попала в десятку в беге на 1500 м.
В марте 1999 года Дзини заняла с командой 5-е место на командном чемпионате мира в Сент-Луисе. Через год на юниорском чемпионате мира в Сент-Луисе она выиграла золото в беге на 500 м и бронзу на 1500 м, а следом на домашнем Чемпионате Европы в Бормио она выиграла золотую и 3 серебряные награды, в том числе в многоборье.
На чемпионатах мира всё было скромнее, в сезоне 2001/2002 годов она доходила только до полуфиналов в личных дистанциях. На Чемпионате Европы 2002 года в Гренобле выиграла золото в эстафете, а на зимних Олимпийских играх 2002 года на дистанции 1500 м заняла только 27-е место, в эстафете с командой поднялась на 5-е место. На чемпионате Европы в Санкт-Петербурге 2003 года Дзини завоевала золотые медали в эстафете
В марте 2003 года Дзини выиграла бронзовую медаль на командном чемпионате мира в Софии. На следующий год она выиграла ещё две серебряные медали на дистанции 500 метров и в эстафете на чемпионате Европы в Зутермере и заняла 5-е место в общем зачёте. В сезоне 2003/04 Дзини была четыре раза на подиуме Кубка мира в эстафете, и на чемпионате мира в Гётеборге завоевала бронзовую медаль в эстафете. 
Сезон 2004/05 был не очень удачным для неё. На чемпионате мира два полуфинала в индивидуальных гонках остались лучшими результатами. На чемпионате Европы в Турине она просто упустила медаль, заняв 4-е место в эстафете, а на чемпионате мира в Пекине выход в полуфинал на 1500 м остался ее лучшим результатом.
Успешным был и 2006 год, когда она завоевала золото и бронзу на Чемпионате Европы в Крыница-Здруе. На Зимних Олимпийских играх в Турине на дистанции 1500 м она дошла до полуфинала и заняла 10-е место в итоговом рейтинге, а в эстафете неожиданно завоевала бронзу и отпраздновала самый большой спортивный успех в своей карьере. В конце сезона она смогла завоевать бронзовую медаль в эстафете на чемпионате мира в Миннеаполисе.
В 2006 году за заслуги в спорте была награждена орденом "За заслуги" Итальянской Республики. Дзини провела свой самый успешный сезон Кубка мира в 2006/07 году. Помимо многочисленных полуфиналов, она дошла до финала на дистанциях 1000 м и 1500 м соответственно, а на дистанции 1000 м заняла 2-е место в Херенвене и таким образом добилась своего второго подиума Кубка мира в индивидуальной гонке. Также выиграла две серебряные медали в беге на 1500 м и в эстафете на Чемпионате Европы в Шеффилде и в итоге завоевала бронзу в многоборье. 
В сезоне 2007/08 годов Дзини смогла участвовать только в эстафетных соревнованиях. На Кубке мира она поднялась на два пьедестала почета с эстафетой. Её лучшим результатом в сезоне стало 5-е место на командном чемпионате мира в Харбине. В сезоне 2008/09 годов она дважды поднималась в эстафете на подиум Кубка мира, но не отобралась на чемпионаты мира и Европы. Дзини однако принимала участие в командном чемпионате мира в Херенвене, где сборная Италии заняла 5-е место. 
В своем последнем сезоне 2009/10 годов Дзини снова пропустила участие в чемпионатах мира и Европы. Но она приняла участие в своих третьих зимних Олимпийских играх в Ванкувере. Там она заняла на 1500 м 30-е место, а в эстафете была шестой. На домашнем командном чемпионате мира в Бормио она с командой выиграла свою четвёртую бронзовую медаль чемпионата мира и отпраздновала успешное завершение своей карьеры. Проживает в Сондало провинции Сондрио.